# Fritjof Karnani
Fritjof Karnani (* 8. Januar 1968 in Berlin) ist deutscher Autor und Unternehmensberater.

## Leben
Karnani studierte in Berlin, Padua und Cambridge und hat Hochschulabschlüsse als Master of Business Administration, als Diplom-Wirtschaftsingenieur und als Diplom-Geologe. Seit dem Studium ist Karnani in der Unternehmensberatung tätig. Als Autor ist er mit Wirtschafts- und Wissenschaftsthrillern hervorgetreten.
Karnani lebt und arbeitet in Berlin und ist Vater einer Tochter. Er ist ordentliches Mitglied im Verband deutscher Schriftsteller (VS).
Zwischenzeitlich war er auch als Dozent für Unternehmensgründung und -führung am Campus Lingen der Hochschule Osnabrück tätig.

## Werke
- Takeover. Thriller, Gmeiner Verlag, Meßkirch 2006, ISBN 3-89977-663-1.
- Turnaround, Wirtschafts-Thriller, Gmeiner Verlag, Meßkirch 2007, ISBN 3-89977-716-6
- Notlandung, Airline-Thriller, Gmeiner-Verlag, 2008, ISBN 3-89977-779-4

## Hörbücher
- Takeover, RADIOROPA Hörbuch; 2008, ISBN 3-86667-944-0
- Turn around RADIOROPA Hörbuch; 2007, ISBN 3-86667-777-4